# Seaside (Florida)
Az Amerikai Egyesült Államokban, Florida állam nyugati részén (Walton County), a Mexikói-öböl partján fekvő Seaside városa a neotradicionális építészet első, legismertebb és legjellegzetesebb és igen sikeres példája. A kisvárost Andrés Duany és Elizabeth Plater-Zyberk tervezte. Noha csak 1979-ben alapították, stílusában és elrendezésében az 1910-20-as években épült amerikai kisvárosokra emlékeztet. Az építészek célja az volt, hogy a szétfolyó alvóvárosok helyett valódi lakóközösségek is létrehozhatók, ha a megfelelő várostervezési és építészeti elveket alkalmazzák.
Seaside jelentős hatással van az amerikai városépítészetre, az ott megvalósított alapelveket egyre több helyen veszik át Észak-Amerikában. Ilyenek pl. Kentlands, Breakaway vagy Prospect New Town, illetve Nagy-Britanniában Poundbury, illetve Svédországban Jakriborg.
Az 1998-as Truman Show című film számos jelenetét forgatták Seaside-ban. A filmben Seaside a "tökéletes kisváros" szerepét alakítja.

## Várostervezés
Mivel a területnek nem volt építési szabályzata, a tervezők akadálytalanul megvalósíthatták a Neotradicionális építészet alapelveit. Így Seaside-ban:
- a lakóépületek, boltok, illetve munkahelyek, irodák nincsenek elkülönítve, amint az az USA-ban szokásos, hanem egymással keverten épültek meg;
- a népsűrűség nagyobb az amerikai kertvárosokban szokásosnál;
- különféle méretű házak, lakások épülnek egymás mellett, így gazdagok és szegények is lakhatnak a városban;
- az utcákat nem az autók, hanem a gyalogosok igényei alapján alakították ki (szűk utcák, lassításra kényszerítő kanyarok és tereptárgyak);

Mindennek köszönhetően Seaside-ban sokkal kevésbe kényszerülnek az emberek autóval járni, mint máshol. Ezért az üvegházhatású gázok kibocsátása is alacsony, ami a modern, éghajlatbarát, szén-dioxid-szegény építészet fontos példájává emeli a várost.

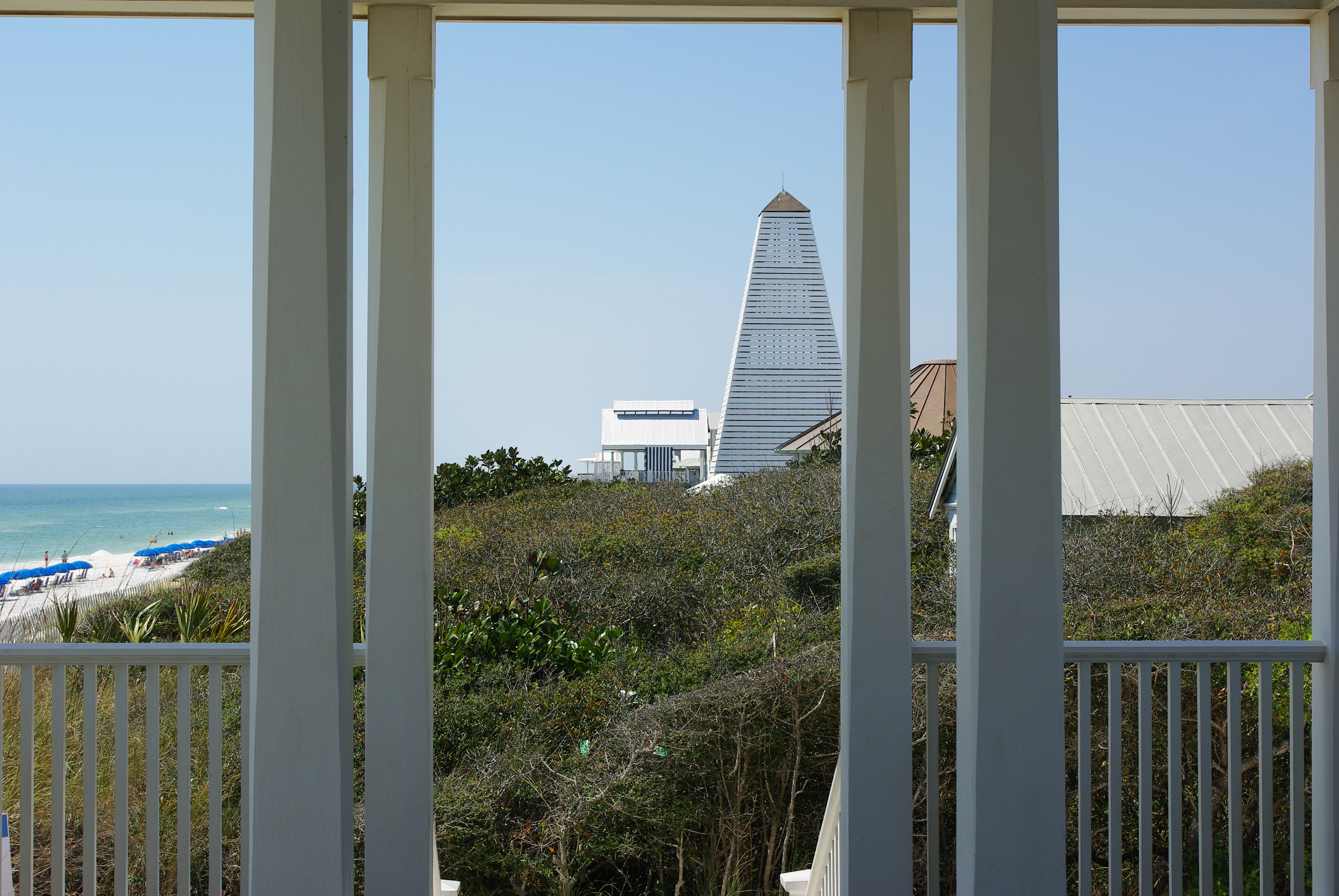
Kilátás a strandra vezető pavilonból

## Építészet
A neotradicionális építészet elveinek megfelelően a lakóépületek mind egyediek, de szigorúan egységes építészeti formanyelv szerint épültek. Seaside építési szabályzata a szokásostól eltérően nem minimum-maximum értékekben határozza meg ez épületek jellemzőit, hanem képekben mutatja be a városban alkalmazandó építészeti formanyelvet. Ez a módszer a változatosság és a harmónia olyan keverékét adja, ami a XIX. századi, XX. század eleji városrészekre jellemző. A monotonitást elkerülendő a város építési szabályzata tiltja, hogy egy építész 12-nél több épületet építsen a városban.
A középületek tervezésére neves építészeket kértek fel, megtalálhatók pl. Leon Krier, Steven Holl, Machado & Silvetti, Deborah Berke, Walter Chatham, Dan Solomon, Alex Gorlin, Aldo Rossi, Michael McDonough, Sam Mockbee, David Mohney és Steven Badanes épületei.

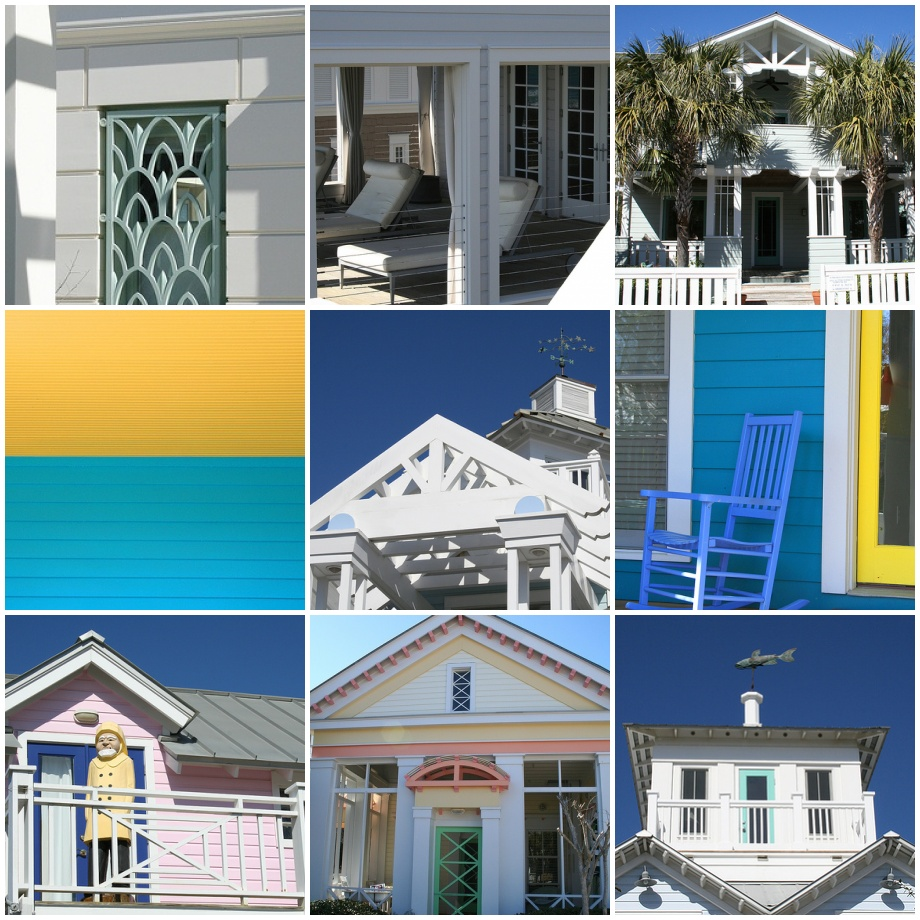
Építészeti elemek Seaside-ban

## Gazdaság
Seaside alapvetően nyaralóhely, házai főleg víkendházakként, illetve kibérelhető nyaralókként működnek.